# Eucirroedia pampina
Eucirroedia pampina là một loài bướm đêm trong họ Noctuidae.